# أوليفييه ليفاسور
أوليفييه ليفاسور (بالفرنسية: Olivier Levasseur)‏ (1688 أو 1689 أو 1690 - 7 يوليو 1730)، وهو قرصان كان يلقب في أيامه الأولى بـ (La Buse=«الطنان أو الصقر») أو (La Bouche=«الفم»)، وذلك بسبب سرعته وقسوته عندما يهاجم أعدائه. ويعرف عنه بأنه قد أخفى أحد أكبر الكنوز في تاريخ القراصنة، والذي يقدر بأكثر من مليار جنيه إسترليني، واستخدم كتابة مشفرة لمكان وجوده.

## بداية حياته
ولد أوليفييه في مدينة كاليه خلال حرب التسع سنوات (1688–1697) من عائلة برجوازية ثرية، وأصبح ضابطا في البحرية بعد أن تلقي تعليما ممتازا. خلال حرب الخلافة الإسبانية (1701-1714)، حصل على تفويض رد اعتداء من الملك لويس الرابع عشر وأصبح قرصان مفوض خاصًا بالتاج الفرنسي. عندما انتهت الحرب، جاءته الأُوامر للعودة إلى الوطن مع سفينته، لكنه لم يفعل بل انضم إلى شركة بينجامين هورنغولد للقراصنة في عام 1716. أثبت ليفاسور أنه قائد جيد وزميل ملاح ناجح، بالرغم من وجود ندبة في إحدى عينيه وكانت تحد من بصره.

## الدخول في عالم القراصنة
بعد عام من النهب والسرق الناجح، انقسم حزب هورنغولد، أسس ليفاسور شراكة مع صمويل بيلامي قبل أن يجرب حظه على ساحل غرب إفريقيا. عندما طرد وليام مودي [الإنجليزية] من القيادة بعد ثورة طاقمه الساخط في أواخر عام 1718، تم انتخاب ليفاسور كقائد بديل عن مودي. وفي عام 1719، تحالف مع هويل ديفيس [الإنجليزية] وتوماس كوكلين [الإنجليزية] (اللذان كانا تحت قيادة مودي) لفترة من الوقت. وفي 1720، هاجموا ميناء أويدا للنخاسة والتي كانت في ذلك الوقت جزءًا من مملكة ويده [الإنجليزية]، وكانت تقع على ساحل ما يعرف في وقتنا بجمهورية بنين. وفي وقت لاحق من ذلك العام، غرقت سفينته في قناة موزمبيق وتقطعت به السبل في جزيرة أنجوان، أحد جزر القمر. وقد أصبحت عينه المصابة تحد من رؤيته مما جعله يضطر إلى ارتداء رقعة العين.
من بعد عام 1720 بدأ في شن غاراته من قاعدته في جزيرة سانت ماري، قبالة ساحل مدغشقر، بالاشتراك مع القراصنة جون تايلور، وجاسبر سيجار [الإنجليزية]، إدوارد إنجلاند، (وكانت خططهم بلا شك للاستيلاء على أكبر سفن الحجاج المغولية المدججة بالسلاح والمتجهة إلى مكة المكرمة). وكان أمين الإمدادات وقتها بولسغريف وليامز [الإنجليزية]، الذي كان أمين إمدادات بيلامي ثم مرافق القبطان حتى قتل بيلامي في عاصفة قبالة كيب كود. بدأوا مشوارهم في نهب لكشديب، ثم باعوا المسروقات للتجار الهولنديين مقابل 75,000 جنيه إسترليني. سبب أوليفييه متاعب على البحرية الإنجليزية مما دعاهم إلى نفيه في جزيرة موريشيوس.

علم القراصنة جولي روجر الخاص بأوليفييه ليفاسور (La Buse)، يوصف بأنه "شارة بيضاء يملأها صورة رجل ميت"؛ وتعد أحد أقل أعلام جولي روجر بالأسود ولأبيض المعروفة.

## الاستيلاء على سفينة الغَلْيُون
بعد ذلك ارتكبوا أحد أعظم المآثر في تاريخ القرصنة وهي: الاستيلاء على سفينة الغَلْيُون البرتغالية العظيمة (نوسا سينهورا دو كابو "Nossa Senhora do Cabo"=سيدة الرأس) أو (فيرجيم دو كابو "Virgem Do Cabo"=عذراء الرأس)، والتي كانت محملة بالكامل من كنوز أسقف غوا، وكان يسمى أيضا بطريرك جزر الهند الشرقية، وقد كان بصحبته نائب الملك البرتغالي، وكلاهما على متن السفينة عائدين إلى لشبونة. تمكن القراصنة من ركوب السفينة دون إطلاق إي قذيفة لأن السفينة كابو قد أصيبت بأضرار خلال عاصفة ولتجنب انقلابها، قام الطاقم بإلقاء جميع مدافعها البالغ عددها 72 مدفع، ثم رست قبالة جزيرة ريونيون للإصلاحات. (تم استخدام هذه الحادثة فيما بعد من قبل الروائي روبرت لويس ستيفنسون في روايته «جزيرة الكنز» حيث أشار إلى سفينة الغَلْيُون بنائب ملك جزر الهند في القصة التي قام بها الشخصية الخيالية الشهيرة لونغ جون سيلفر).
كانت الغنائم عبارة عن سبائك من الذهب والفضة، والعشرات من الصناديق المليئة بالجنيهات الذهبية، وكذلك الألماس، واللؤلؤ، والحرير، وبعض التحف الفنية والدينية من «كاتدرائية سي في غوا»، من ضمنها صليب غوا الملتهب المصنوعة من الذهب الخالص والمرصع بالألماس والياقوت والزمرد. وقد كان ثقيلا جدا، حيث تطلب 3 رجال لنقله إلى سفينة أوليفييه. كان هذا الكنز هائلاً لدرجة أن القراصنة لم يكلفوا أنفسهم عناء سرقة الأغراض الشخصية للناس الذين كانوا على متنها، كما كانوا يفعلون بالعادة.
عندما تم تقسيم الغنائم، حصل كل قرصان ما لا يقل عن 50,000 جنيه ذهبي، وكذلك 42 قطعة من الألماس لكل شخص. توفي سيغار بالطريق عندما أبحروا إلى مدغشقر لتقسيم غنائمهم. واضطر ليفاسور وتايلور إلى اقتسام الذهب والفضة المتبقية، مع غيرها من الغنائم، وأخذ ليفاسور كذلك الصليب الذهبي.

## نهاية ليفاسور

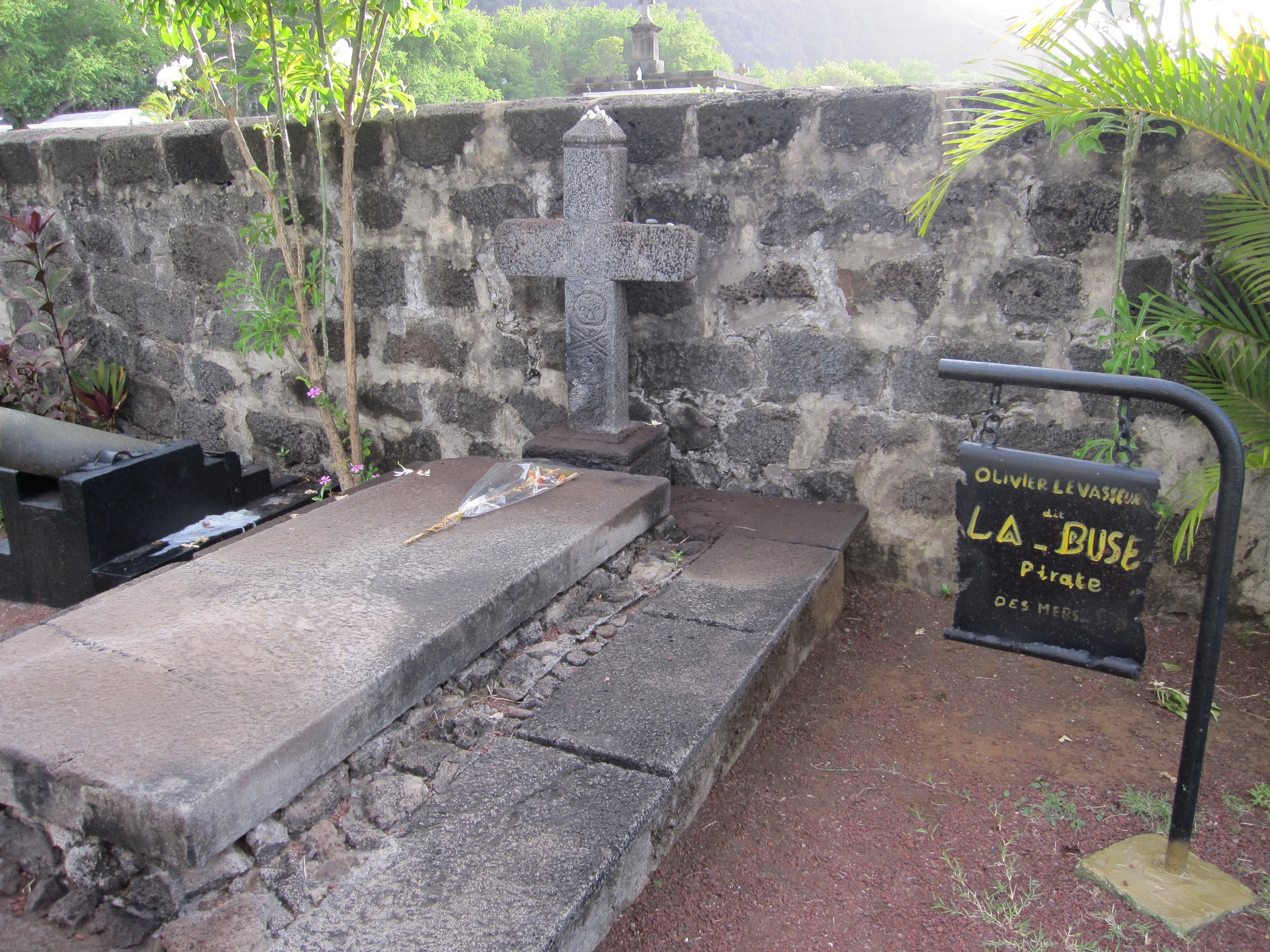
شاهد قبر تقليدي منسوب إلى "لا بوس" (أوليفييه ليفاسور) في سن بول ريونيون

في عام 1724، أرسل ليفاسور مفاوضًا إلى الحاكم في جزيرة بوربون (تسمى اليوم ريونيون)، لمناقشة عفو عام يعرض على جميع قراصنة المحيط الهندي الذين سيتخلون عن أنشطتهم. لكن الحكومة الفرنسية أرادت جزءًا كبيرًا من المسروقات، لذلك قرر ليفاسور تجنب العفو واستقر بشكل سري على أرخبيل سيشل. لكن في النهاية تم القبض عليه بالقرب من فورت دوفين في مدغشقر. ثم نُقل إلى سانت دينيس، ريونيون وتم شنقه في الساعة 5 مساءً في 7 يوليو 1730.

## الكنز

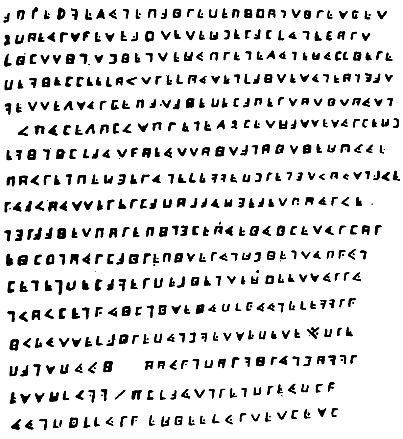
تشفير أوليفييه ليفاسور

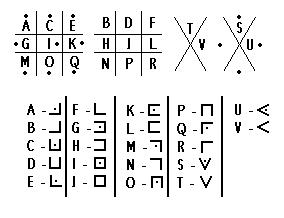
أبجدية أوليفييه ليفاسور

تقول الأسطورة أنه عندما وقف ليفاسور على المشنقة كانت بحوزته قلادة حول عنقه، تحتوي على شفرة من 17 سطر، ألقاها على الحشود وصرخ فيهم قائلا: «الشخص الذي سيجد كنزي هو من يفهمها!». حتى أصبحت هذه القلادة مبهمة حتى يومنا هذا. ومنذ ذلك الحين، حاول الكثير من صيادي الكنوز فك هذه الشفرة على أمل أن يؤدي حلها إلى هذا الكنز.
في عام 1923 عثرت روز أرملة «شارل سافي» على بعض المنحوتات الصخرية في شاطئ بيل أومبير بالقرب من ساحل بيو فالون في جزيرة ماهيه في دولة سيشل، وذلك بسبب انخفاض منسوب المياه خلال تلك السنة. وكانت المنحوتات عبارة عن كلب، وثعبان، وسلحفاة، وحصان، وذبابة، وقلبين ملتصقان، وثقب المفتاح، وعين محدقة، وصندوق اقتراع، ومجسم لامرأة شابة، ورأس رجل. رشح أحد الموثقين في فيكتوريا بعد سماعه لهذا الخبر، أن هذه الرموز يجب أن يكون قد صنعها القراصنة. بعد أن بحث في أرشيفاته وجد اثنين من الروابط المحتملة. أحداها كانت خريطة لشاطئ بيل أومبير وقد نُشرت في ليسابون عام 1735.[محل شك] جاء فيها: «مالك الجزيرة... لا بوس» (ليفاسور).[محل شك]
وكان الاكتشاف الثاني الوصية الأخيرة من القرصان[بحاجة لمصدر] «برناردين ناغيون دي ليساتنغ»، والملقب «لو بوتين»، وقد توفي بعد سبعين عاما من ليفاسور، يدعى أنه حصل على بعض كنوز ليفاسور.[بحاجة لمصدر] وتشمل على ثلاثة نصوص مشفرة ورسالتان، أحدها لابن أخيه تقول:
«لقد فقدت الكثير من الوثائق أثناء غرق السفينة..وقد كنت جمعت العديد من الكنوز. لكن لا يزال هناك أربعة متروكة. ستجدها مع مفتاح تراكيب وأوراق أخرى.»[بحاجة لمصدر]
والأخرى لأخيه تقول:
«[..] أصيب قبطاننا. وقد تأكد من أنني ماسوني ثم كلفني بأوراقه وأسراره قبل وفاته.اقطع عهدا مع ابنك الأكبر أن يبحث عن الكنز ويحقق حلمي بإعادة بناء منزلنا.[..] سيسلم القائد الوثائق، يوجد ثلاثة.»[بحاجة لمصدر]
اتصل الموثق بالسيدة سافي، وبعد التنقيب في «العين المحدقة» اكتشفوا تابوتين يحتويان على رفات لشخصين،[محل شك] وقد تم التعرف عليهما بأنهما قراصنة من خلال الحلقات الذهبية في أذنيهما اليسرى، وكذلك عثروا على جثة ثالثة بدون تابوت، ولم يتم العثور على الكنز في هذا الموقع.
في عام 1947، قام الإنجليزي «ريجينالد كروز ويلكنز»، جار السيدة «سافي»، بدراسة الوثائق، لكن كان حل التشفير أكثر صعوبة مما كان يعتقد. قد يكون فك الشفرة فقط من خلال البدء بالرسالتين[لماذا؟] والثلاثة نصوص المشفرة مجمعة بأبجدية غامضة، ورسوم رمزية، أو على الأقل في الكتابة الافتتاحية التي يمكن وضعها في علاقة بالرمزية الماسونية. اكتشف كروز ويلكنز بعد ذلك اتصالًا مع دائرة البروج، ومفاتيح سليمان، وأعمال هرقل الإثني عشرة. كانت المهام مختلفة، تتمثل في ترتيب أعمال هرقل. تكمن غرفة الكنز في مكان ما تحت الأرض ويجب التعامل معها بعناية، لتجنب التعرض للفيضانات. حيث أنها محمية من قبل المد والجزر، الأمر الذي يتطلب إيفاقه من العودة، وسيتم معالجته من الشمال.
استمر كروز ويلكنز بالحفر في جزيرة «ماهي» حتى وفاته في «ريونيون». في الكهف لم يجد شيئاً باستثناء بنادق قديمة، وبعض العملات وناووس قراصنة. وقد توفي في 3 مايو 1977 قبل أن يكسر شفرة آخر قطعة. استمر ابنه «جون» مدرس تاريخ سيشيل بالبحث عن الكنز، وقد استنتج بعد استخدامه لأحدث المعدات أنه يحتاج «للعودة إلى الطريقة القديمة، و[الدخول] في عقل هذا الرجل، [مدعيا أنه] عشرة نقص إلى اثنين في أعماله الهرقلية».

## الثقافة الشعبية
- لعب باسل راثبون دور ليفاسور في فيلم القبطان بلود لإيرول فلين عام 1935.
- ظهرت قصة كنز ليفاسور في سلسلة القصص الهزلية سبايك و سوزي للمؤلف الفلمنكي ويلي فانديرستين، في ألبوم «جوز الهند المدهش (1990)».
- تعرض الحلقة الثامنة والعشرون من القصة الهزلية «اللحية الحمراء» ابنة القرصان التاريخي أوليفييه ليفاسور الوهمية.
- في سلسلة الأنمي والمانغا اليابانية ون بيس، يتم إشعال القصة الرئيسية من قبل القرصان المتوفى غول دي روجر الذي يشبه إلى حد كبير ليفاسور، من خلال إعدامه، وتجرأ الناس المجتمعين على العثور على كنزه الخفي والمسمى «قطعة واحدة»، مؤكدا أنه ترك كل شيء يمتلكه في مكان واحد.
- في لعبة الهاتف المحمول أساسنز كريد: بيراتس: حيث تريد شركة «ابستيرغو للصناعات» العثور على كنز ليفاسور.